# Johannes Ertl
Johannes Ertl (ur. 13 listopada 1982 w Wiedniu) – austriacki piłkarz, grający na pozycji obrońcy.

## Kariera klubowa
Ertl rozpoczął karierę w Sturmie Graz i w młodym wieku podpisał profesjonalny kontrakt z tą drużyną. Sezon 2003/2004 spędził na wypożyczeniu w SC Kalsdorf. Kiedy powrócił do klubu szybko wywalczył sobie miejsce w pierwszym składzie. Pod koniec przygody ze Sturmem został powołany do reprezentacji Austrii i zadebiutował w meczu przeciwko Węgrom, kiedy to w 87 minucie spotkania zmienił Paula Scharnera.
Latem 2006 przeszedł do Austrii Wiedeń. Spędził tam jednak tylko dwa lata, gdyż postanowił odejść do Crystal Palace F.C.
Wraz z wygaśnięciem kontraktu w czerwcu 2010 stał się wolnym zawodnikiem i przeszedł za darmo do 
Sheffield United.
31 sierpnia 2012 roku podpisał jednomiesięczny kontrakt z Portsmouth, gdzie 1 września zadebiutował w przegranym 0-1 meczu z Oldham Athletic.

## Sukcesy
- 2006 Mistrzostwo Austrii
- 2006 Puchar Austrii